# Commutation de circuits
 (novembre 2009).
Si vous disposez d'ouvrages ou d'articles de référence ou si vous connaissez des sites web de qualité traitant du thème abordé ici, merci de compléter l'article en donnant les références utiles à sa vérifiabilité et en les liant à la section « Notes et références ».
La commutation de circuits est un mode d'établissement de liaisons de télécommunications. Il correspond au branchement matériel de lignes joignant des terminaux. Les informations échangées parcourent toujours le même chemin au sein du réseau durant le temps de la communication ou de la session. Sa simplicité conceptuelle et de mise en œuvre a fait son succès et son emploi dans les premiers réseaux de communication comme le téléphone puis dans les réseaux informatiques balbutiants des années 1950.

## Techniques
Un chemin physique ou logique (via multiplexage temporel) est établi et verrouillé entre deux équipements pour toute la durée de la session de communication. Le transfert de données ne peut s'effectuer qu'après l'établissement de la totalité de la ligne entre l'émetteur et le récepteur.
La commutation de circuit a suivi des évolutions techniques :
- la commutation manuelle (typiquement, les opératrices téléphoniques) ;
- la commutation automatique, électromécanique (Rotary / Crossbar), puis électronique ;
- la commutation temporelle en mode circuits (E10 ou MT20).

Dans la commutation par circuit, il y a un risque de sous-utilisation du support en cas de « silence » pendant la communication ; ce type de commutation a donc été progressivement remplacé par les systèmes de commutation de paquets qui même pour des applications synchrones comme le téléphone ont de bons résultats de qualité de service.

## Commutation multicircuits
Ce type de commutation consiste à non plus dédier un unique circuit aux terminaux communicants mais de leur en fournir un nombre plus élevé dans le but d'obtenir un débit plus important correspondant à l'agrégation de liaisons par multiplexage temporel.

## Commutation rapide de circuits
Le gros défaut de la commutation de circuit est le fait de monopoliser un circuit lors d'une liaison et ce même s'il n'y a pas de transfert de donnée (blancs). Le rôle de la commutation rapide de circuit est d'utiliser ces temps de non activité pour transporter un autre flux d'information vers des terminaux différents de ceux engagés précédemment.  
Par un jeu d'étiquettes (transferts de paquets) la transmission qui venait s'insérer dans un blanc peut être interrompue pour que la communication principale reprenne son cours. La commutation est donc temporelle car limitée dans le temps. 
Néanmoins, ce qui fait sa force est aussi sa plus grande faiblesse. En employant cette technique, on souhaite optimiser les communications or le fait de détecter un blanc et de le remplir puis d'interrompre rend la commutation au moins aussi complexe que la commutation de paquets car à chaque changement d'état des lignes, toute la commutation doit être revue (rééquilibrage). On perd donc la simplicité qui faisait la base de cette technologie.

## Commutation de circuits virtuels
Il s'agit d'une commutation de paquets émulant l'établissement d'un circuit. Ainsi, les paquets partent et arrivent dans l'ordre en parcourant le même chemin dans le réseau le temps où le circuit virtuel est établi. Comme dans la commutation de circuit classique, l'établissement de la ligne est faite avant que ne soient émises les données.

## Histoire
En France, la commutation de circuits est mise en avant lorsque la DGT réalise autour de 1970 "Caducée", un service spécialisé de transmission de données, destiné à répondre à la demande des entreprises en échanges de données. Puis c'est le projet Hermès, lancé en 1971, qui vise à intégrer les progrès en commutation électronique. Pour la DGT, c'est un enjeu important face aux réseaux privés, utilisant des liaisons spécialisées. Elle a alors eu besoin de services informatiques pour la programmation ou le calcul, et conserver la gestion des réseaux, afin de ne pas seulement fournir les lignes.
Au même moment, le British Post Office est encouragée à choisir la voie inverse, la commutation de paquets, par le National Physical Laboratory, qui emploie un des pionniers de cette technologie, Donald Davies. 
En 1970, Antoine Jousset, du CNET, rapporte du CCITT des informations sur les projets anglais. Avec Rémi Després, il convainc Alain Profit, qui supervise le projet Hermès au CNET, d’expérimenter en parallèle à la commutation de circuits la commutation de paquets.
Le 29 juin 1972 un accord est signé entre la DGT et la Délégation à l’informatique, prévoyant que le CNET réaliserait le système de commutation nécessaire au projet Cyclades (réseau), l’IRIA se chargeant de la connexion des ordinateurs au réseau de commutation et des applications informatiques, tandis que les PTT s’engagent à fournir gratuitement lignes et modems pendant trois ans.